# Alpes Poenninae
Alpes Poeninae – prowincja Imperium Rzymskiego. Utworzona z części Recji w II w. n.e. pod nazwą Alpes Atrectianae et Poeninae. Za czasów cesarza Dioklecjana została przemianowana na Alpes Graiae et Poeninae. Obejmuje górną część doliny Rodanu.